# Невмержицкая, Елена Владимировна
Еле́на Влади́мировна Невмержи́цкая (род. 27 июля 1980, Валавск, Гомельская область) — белорусская легкоатлетка, бронзовая призёрка чемпионата мира 2005 года и чемпионата Европы 2006 года в эстафете 4х100 метров.

## Достижения
- Бронза чемпионата мира-2005 в эстафете 4×100 м (вместе с Юлией Нестеренко, Натальей Сологуб и Оксаной Драгун);
- Бронза чемпионата Европы-2006 в эстафете 4х100 м;
- 5-е место на Олимпийских играх-2004 в эстафете 4х100 м;
- Финалистка чемпионата Европы-2005 в помещении в беге на 60 м;
- Чемпионка Белоруссии-2006.